# Cour d'appel de Gand
La cour d'appel de Gand est une juridiction supérieure compétente pour les contestations des jugements rendus en premier ressort. Celle-ci siège à Gand qui est une ville belge néerlandophone située dans la Région flamande.

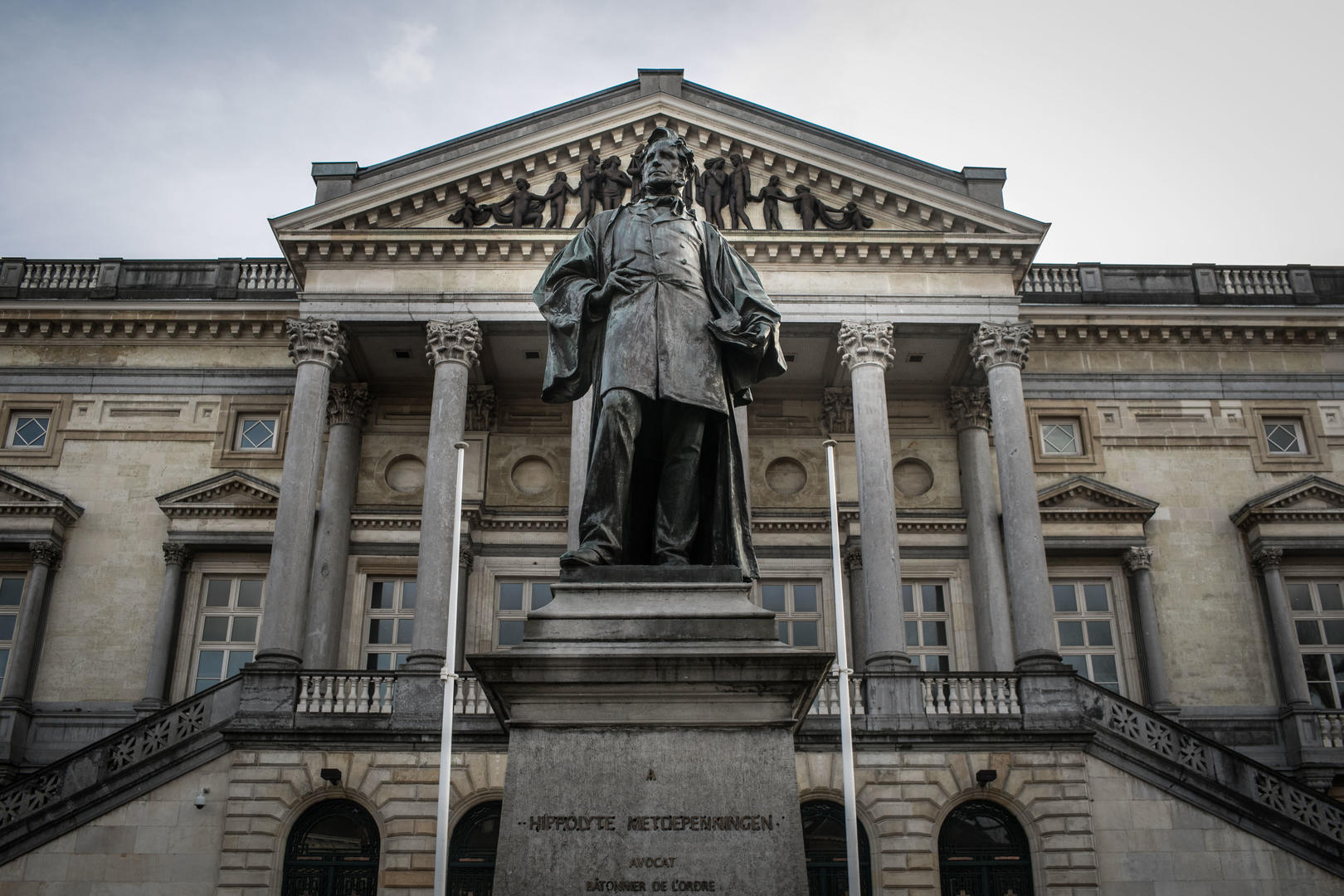
Palais de justice de Gand abritant la cour d'appel de Gand

## Présentation générale
Selon l'article 156 de la Constitution belge, il existe 5 cours d'appel en Belgique. Celles de Bruxelles, de Gand, d'Anvers, de Liège et de Mons.  

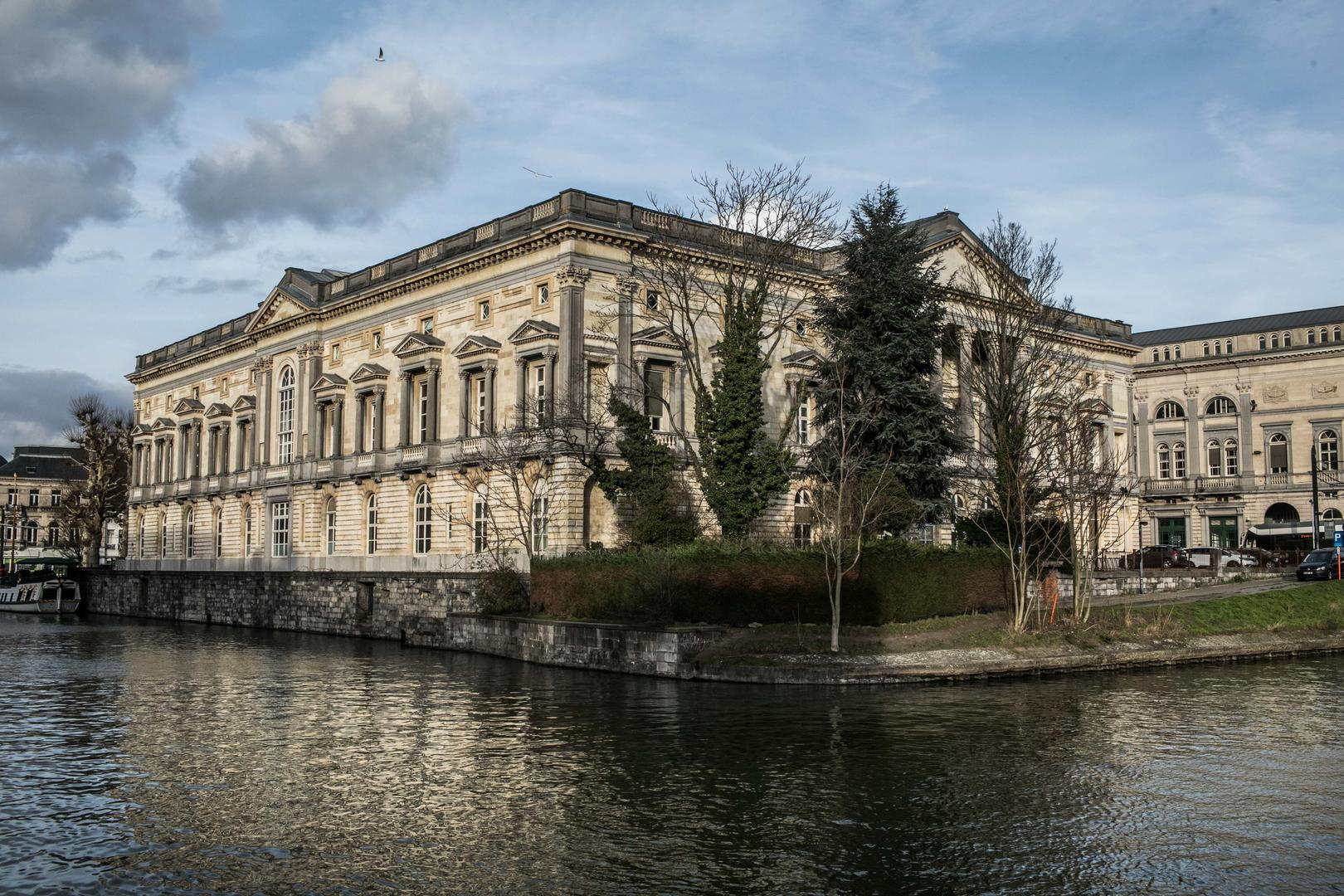
Palais de justice de Gand

Lorsqu'un citoyen est mécontent avec le jugement d’une justice de paix, d’un tribunal de police, de commerce, du travail ou encore de première instance qui le concerne, ce dernier peut exiger un deuxième jugement qui relève de la compétence de la cour d'appel. Afin d'exiger un deuxième contrôle d'une décision d'une juridiction du premier ressort, il faut obligatoirement s’adresser à une autre juridiction, d’un rang hiérarchiquement supérieur. L'appelant, à savoir celui qui introduit l'appel, peut demander à la cour d’appel de revoir en entier le jugement. En revanche, si l’affaire en question « est financièrement peu importante (moins de 2.500 euros devant les tribunaux de l’entreprise et de première instance, moins de 2.000 euros en justice de paix et aux tribunaux de police) », la cour d'appel ne pourra pas être saisie. 
Le fait de mobiliser la cour d'appel présente des points forts et des points faibles. Les possibilités de corriger les erreurs commises en première instance et la possibilité d’introduire des demandes incidentes (demandes supplémentaires non-introduites en première instance) se rapportent aux points forts et, l’atteinte au double degré de juridiction et l’insécurité juridique liée aux conditions posées par l’article 807 du Code judiciaire relèvent quant à elles des points faibles.

## Situation géographique
La cour d’appel de Gand se situe à Gand qui est une ville belge néerlandophone établie dans la Région flamande. Sa compétence s'étend sur les provinces de Flandre-Occidentale et de Flandre-Orientale. 
Les coordonnées de celle-ci sont les suivantes : 51°03'00.7"N 3°43'14.4"E. 

## Histoire
Initialement, avant la cour d’appel de Gand, se trouve le Conseil de Flandre qui a été mis en place par l’ordonnance du comte de Flandre, Jean Sans Peur, duc de Bourgogne, le 17 août 1409. Le Conseil de Flandre comprend 44 articles qui mettent en place ses prérogatives.  
Au niveau de sa composition, ce dernier comprend un président, six conseillers, un procureur général, un avocat fiscal, un greffier, plusieurs huissiers et autres officiers inférieurs. 
Son ressort quant à lui s'étend sur tout le « pays de Flandre, les villes et châtellenies de Lille, Douai, Orchies, et à la « seigneurie de Malines » (art. 4) ».  La mise en place du Conseil de Flandre à Gand s’explique par le fait qu’avant ce Conseil, les citoyens devaient se rendre à Paris afin de faire appel d’une décision. Par conséquent, avec la mise en place de celui-ci, les citoyens belges peuvent, désormais, plus facilement faire appel d’une décision.  
Le Conseil de Flandre fut dissous en 1795 et remplacé par la cour d’appel de Gand qui est, dès lors, son « héritière directe ». La cour d’appel a donc repris les prérogatives de ce Conseil de Flandre et a à cœur de rendre la justice comme le faisait son ancêtre. La loi du 4 août 1832 est à l’origine de la création du palais de justice à Gandabritant la cour d’appel de Gand. Celle-ci s’exerce, depuis son instauration, « sur le cœur du pays flamand, sur la région dont l’immense majorité de la population ne connaît que cette langue et sur un territoire habité par un million et demi de belges flamands ». « Le ressort de la Cour de Gand offre, à cause de sa population considérable, de la valeur et de la grande division des propriétés, de sa prospérité commerciale et industrielle, un aussi grand nombre de procès civils et criminels qu’aucune autre partie du Royaume ».  

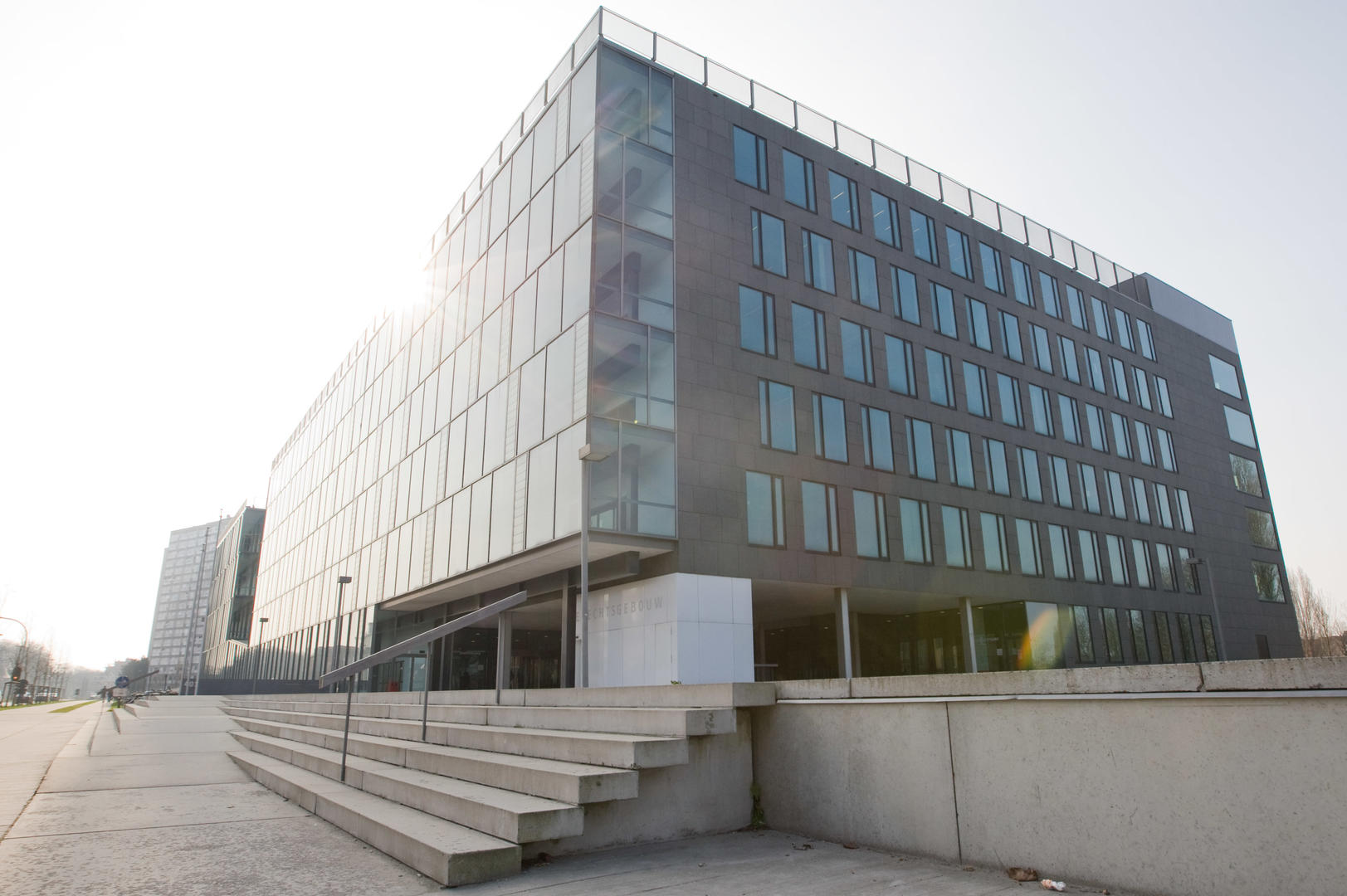
Le nouveau palais de justice de Gand construit en 2007, n'abritant pas la cour d'appel de Gand

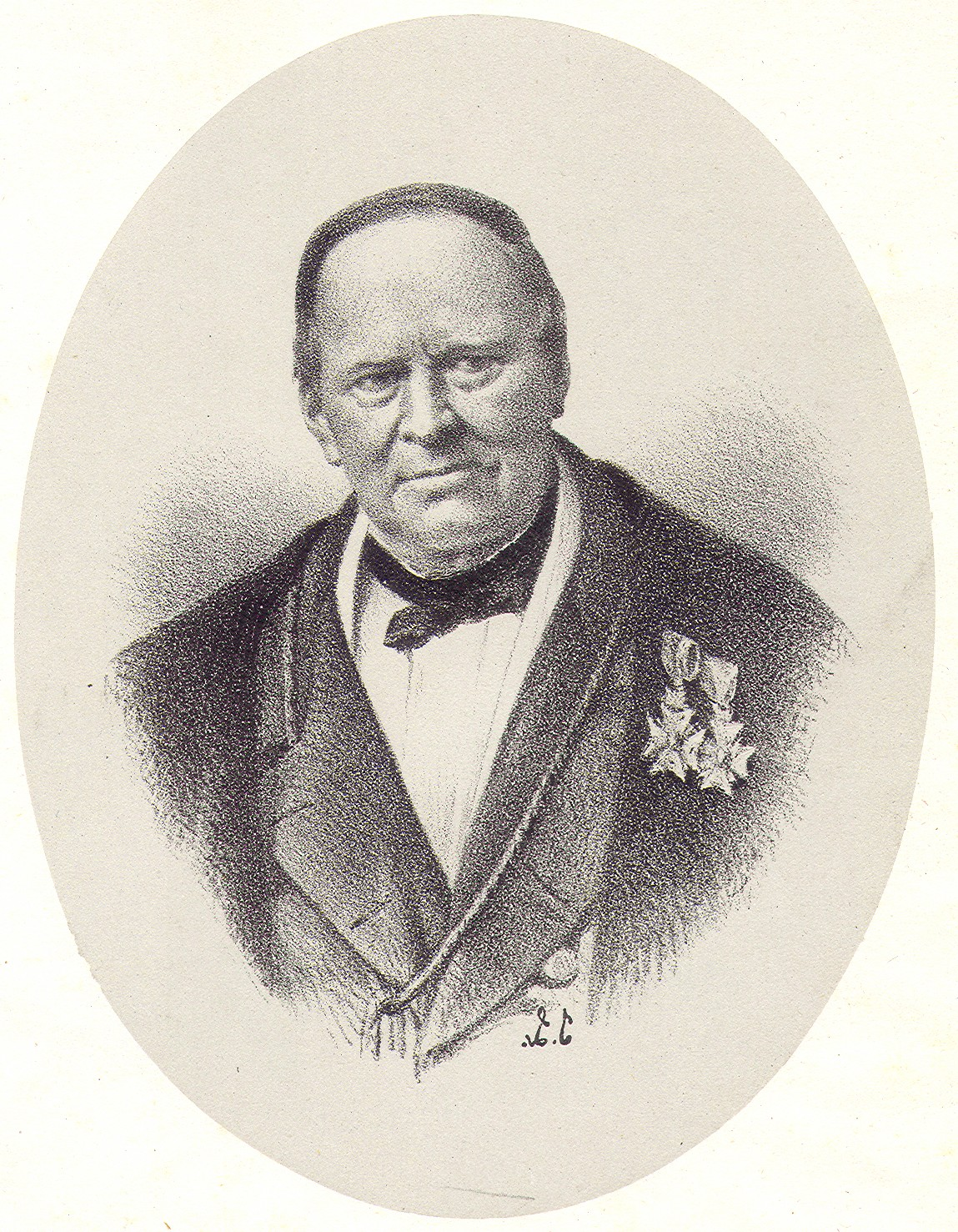
Louis Roelandt, architecte du Palais de justice de Gand

Les compétences du Conseil de Flandre ont été rédigées dans les 44 articles qui mettent en place ses prérogatives : celui-ci s'occupe des « matières les plus diverses, civiles et criminelles ; droits du Seigneur (art. 10), fiefs (art. 12), monnaies (art. 32), églises (art. 17), pauvres (art. 16), étrangers (art. 27), militaires (art. 28), paix (art. 16), et tous autres cas extraordinaires (art. 35); mais il doit toujours juger d'après les édits, ordonnances, privilèges, franchises, bonnes coutumes et usages du pays (art. 10) ». 
À l'origine, la cour d'appel de Gand siège dans l'ancien palais de justice mis en place par la loi du 8 août 1832. De nos jours, un nouveau Palais de Justice a été construit en 2007 par les architectes Stéphane Beel et Lieven Achtergael. Toutefois, l’ancien Palais de justice, construit en 1832, abrite toujours la cour d’appel de Gand.

## Édification

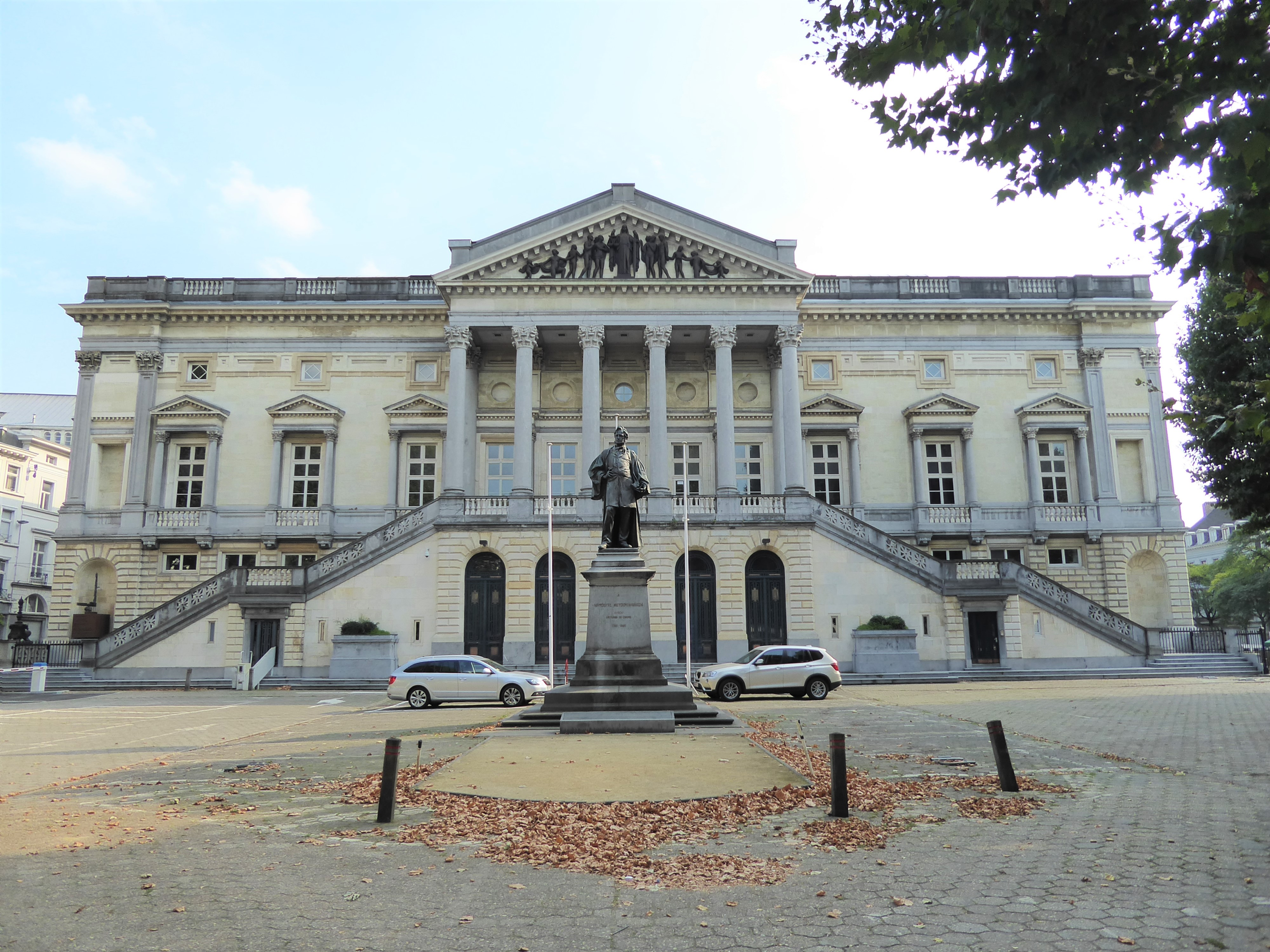
Ceci est une photo du Monument historique flamand

À l’origine, le Conseil de Flandre siège dans l’ancien château des comtes et pris par la suite possession du nouveau palais de justice que le gouvernement avait fait construire. La construction du palais de Justice de Gand fut commencée en 1832 et terminée en 1844 par l'architecte Louis Roelandt. Actuellement, la cour d’appel, héritière directe du Conseil de Flandre y siège toujours dans le palais de Justice datant de 1832 en compagnie de la cour d’assises. 

## Composition

### Les membres
- La magistrature assise

Concernant la magistrature assise, le premier président occupe la place hiérarchiquement supérieure. « Il dirige et veille à la gestion et à l’organisation de la cour d’appel ». « Il peut se faire assister par un ou plusieurs présidents de chambre au niveau de la cour d’appel ou de la Cour du travail ». La magistrature assise compte également le Président de chambre. Ce dernier est un magistrat de carrière qui fait partie de la cour d’appel. Par la suite, viennent les conseillers qui sont des magistrats appartenant à la cour d’appel. Ceux-ci sont chargés de discuter de l’affaire (délibérer) avant de la juger une seconde et ultime fois.  Un juge de la famille et de la jeunesse d'appel vient ensuite compléter la magistrature assise. L'ultime membre de l'assemblée est le conseiller suppléant qui est un individu "devant respecter certaines conditions légales et pouvant être appelé à siéger dans une cour d’appel en cas d’empêchement du conseiller effectif (par exemple, en cas de maladie)". 
- La magistrature debout

Concernant la magistrature debout, il y a d’abord un procureur général qui se situe à la tête du ministère public auprès de la cour d’appel. Ensuite, prennent place dans la magistrature debout, le premier avocat général et le substitut du procureur général qui sont des magistrats du ministère public auprès de la cour d’appel. Au parquet général, le procureur général est assisté par un premier avocat général, des avocats généraux et des substituts du procureur général. Enfin, des magistrats du ministère public sont les derniers organes de la magistrature debout : les « magistrats du ministère public ne représentent pas telle ou telle partie, mais ils agissent dans l’intérêt général. Ils interviennent en tant que partie publique. Ils veillent à l’application de la loi par les cours et tribunaux ». 
- Le greffe

Concernant le greffe, il y a tout d’abord un greffier en chef qui est chargé de diriger le greffe et de veiller à son bon fonctionnement. « Généralement, il y a un greffier en chef dans chaque greffe et un greffe dans chaque juridiction. Dans l’exercice de ses tâches, il est assisté par un ou plusieurs greffiers-chefs de service, des greffiers et par le personnel administratif ». 
- Le référendaire

Au niveau des cours d'appel, des cours du travail et de divers tribunaux, interviennent des référendaires qui sont des docteurs, des licenciés ou des détenteurs d’un Master en droit et qui assistent les magistrats des cours et tribunaux malgré le fait qu'ils ne soient pas eux-mêmes des magistrats.
Les référendaires sont chargés de la préparation du travail juridique des magistrats mais ils n'ont pas la compétence d'effectuer les prérogatives du greffe. Par ailleurs, ces derniers sont placés sous la responsabilité et la supervision du chef de corps de la juridiction dans laquelle ils sont désignés.

### Les chambres
La cour d’appel est divisée en plusieurs chambres spécialisées dans un domaine du droit qui peuvent éventuellement comporter plusieurs sections. 
Chaque cour d’appel est divisée en trois sections : les chambres civiles, les chambres pénales et les chambres de la famille et de la jeunesse.  
« Les chambres civiles sont compétentes pour examiner les appels interjetés contre les jugements prononcés par les Tribunaux de première instance et les Tribunaux de commerce du ressort (ainsi que pour trancher certains litiges qui leur ont été spécialement attribués, en matière fiscale, par exemple. Les chambres pénales sont compétentes pour analyser les appels formés contre les jugements prononcés par les Tribunaux correctionnels du ressort (rappelons au passage que l’une de ces chambres est la chambre des mises en accusation qui apparaît comme la juridiction d’appel de la chambre du conseil). Les chambres de la famille et de la jeunesse sont compétentes pour statuer sur les appels des décisions prises par les tribunaux de la famille et de la jeunesse ». 

## Compétence

### Compétence générale
Lorsque la cour d’appel est saisie, elle examine les jugements prononcés en premier ressort et elle est également compétente vis-à-vis des décisions rendues en matière électorale par le collège des bourgmestres et échevins et par les bureaux principaux. L'examen qu'elle opère porte tant sur les questions de droit que sur les éléments de faits. En effet, contrairement à la Cour de cassation dont l'examen ne porte seulement sur des questions de droit, la cour d'appel réexamine le fond de l'affaire et du dossier qui lui sont présentés dont notamment les preuves, les témoignages, etc. Toutefois, la cour d'appel rend des arrêts qui peuvent être contestés par le biais d'un pourvoi en cassation qui est l'ultime voit de recours qu'un citoyen dispose.   
Afin que la cour d'appel puisse être compétente vis-à-vis d'une juridiction du premier degré, cette dernière doit être située dans son ressort géographique qui s'étend à plusieurs départements pour chaque cour d'appel.  

### Compétence spéciale
La compétence de la cour d'appel s'étend également sur les recours prévus dans certaines lois spéciales, notamment la loi relative à la surveillance du secteur financier et aux services financiers ; la loi organisant une procédure de recours dans le cadre de la protection contre le faux-monnayage ; la loi relative au marché de l’électricité et la loi relative aux offres publiques d'acquisition. 

### Compétence administrative
En outre, la cour d’appel a un volet administratif en ce qui concerne les demandes en réhabilitation en matière de faillites et des actions en déchéance de la nationalité. 

### Ouvrages
- A. Braeckman, Ville de Gand. Le Palais de justice, Gand, 1889, 65 p..
- N. De Pauw, La cour d'appel de Gand depuis cinq siècles : discours / prononcé par Napoléon De Pauw, Gand, Hoste, 1897, 79 p., p. 11
- P. Taelman, Repenser l’appel : Actes du colloque du 5 mai 2011, Bruxelles, La Charte, 2012, 272 p.
- X, “Opinion de la cour d’appel de Gand, sur la brochure intitulée observations sur l’administration de la justice dans nos cours d’appel”, Gand, De Busscher.